# Eaton Constantine
Eaton Constantine – wieś w Anglii, w hrabstwie Shropshire, w dystrykcie (unitary authority) Shropshire. Leży 13 km na południowy wschód od miasta Shrewsbury i 212 km na północny zachód od Londynu. W 1931 roku civil parish liczyła 200 mieszkańców. Eaton Constantine jest wspomniana w Domesday Book (1086) jako Etune.